# Bernd Cibis

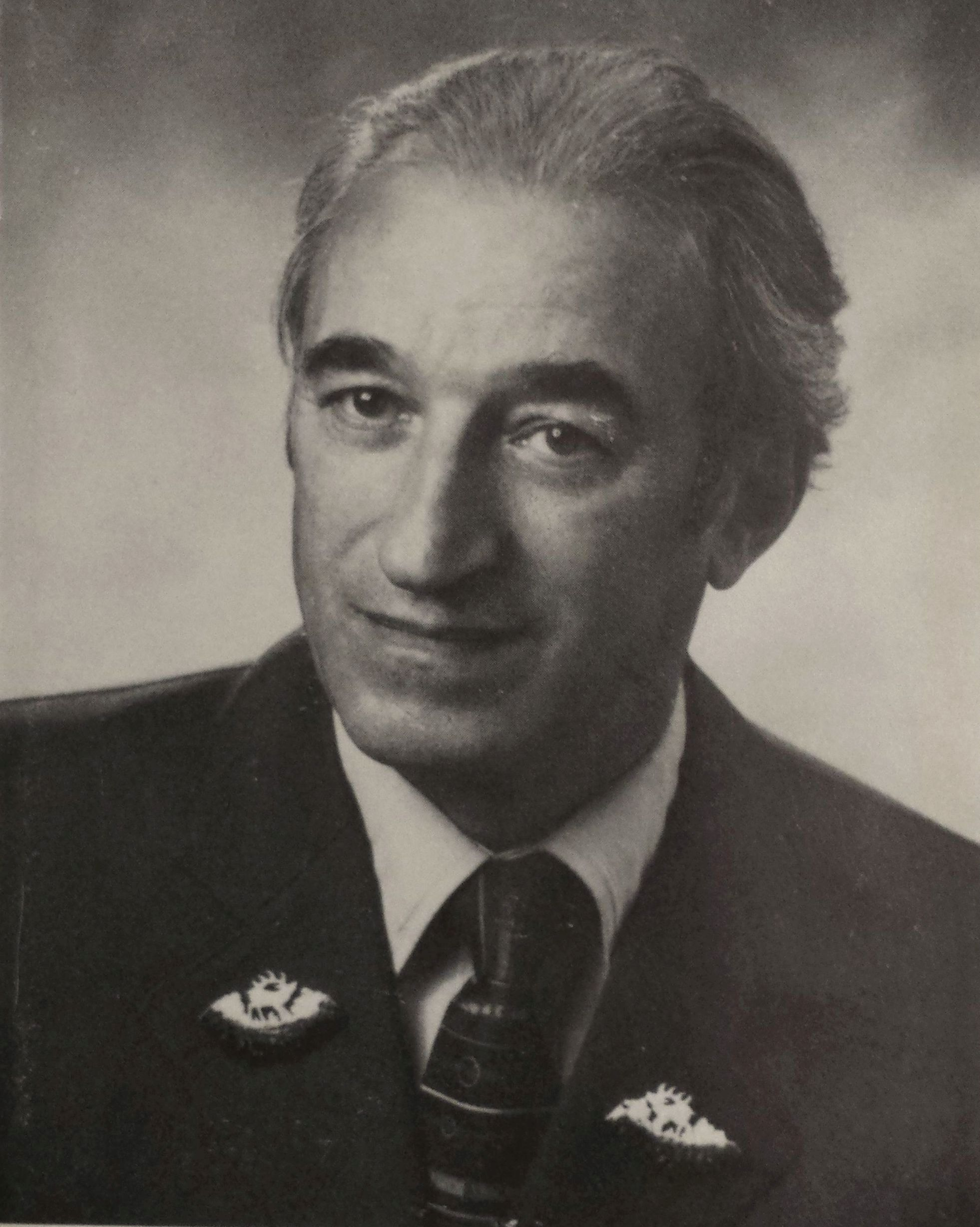
Bernd Cibis

Bernd Cibis (* 1. Mai 1922 in Ober Salzbrunn, Landkreis Waldenburg, Niederschlesien; † 3. Juni 1988 in Düsseldorf) war ein deutscher Schriftsteller. 

## Leben
Bernd Cibis ist ein Sohn des aus Waldenburg stammenden Studienrats Amand Johann Cibis (1878–1960) und dessen aus Cochem stammenden Ehefrau Gisela Cibis geb. Schunck (1886–1981). Nach dem Besuch eines Humanistischen Gymnasiums absolvierte Bernd Cibis eine Ausbildung zum Industriekaufmann. Von 1941 bis 1945 nahm er als Soldat der Wehrmacht am Zweiten Weltkrieg teil und erlitt vier, zum Teil schwere, Verwundungen. Ab 1946 war er in seinem erlernten Beruf in Ergste tätig, daneben arbeitete er als Korrektor und als Dozent an einem Institut für Fernstudien in Bad Harzburg. Sein besonderes Interesse galt der Jagd und der Ornithologie. Ab 1979 war Cibis freier Schriftsteller.
Bernd Cibis war Verfasser von Romanen und Jugendbüchern, die meist dem Genre des Tierbuches angehören; daneben schrieb er Essays und Gedichte. Cibis war Mitglied des Verbandes Deutscher Schriftsteller, des Autorenkreises Ruhr-Mark sowie der Künstlergilde Esslingen.
Bernd Cibis hatte einen älteren Bruder, den am 20. August 1920 geborenen Hans Kuno Hubert Cibis, der im Rang eines Oberleutnants während des II. Weltkriegs am 17. Oktober 1943 bei Podluschje in Belarus gefallen war.

## Werke
- Mein Freund Asso, Oldenburg 1966
- Gefiederte Pflegekinder, Melsungen [u. a.] 1976
- Findelkinder aus Wald und Flur, Göttingen 1980
- Im Reich der weißen Wölfe, Göttingen 1981
- Heimliche Herrscher in Wald und Flur, Balve 1982
- Treff, der Jagdteckel – Herrscher im Revier, Göttingen 1982
- Heimatlose Tiere finden ein Zuhause, Göttingen 1983
- Die Försterkinder und ihre Schützlinge, Göttingen 1984
- Wido, der Elch, München 1985
- Bojar der Luchs, München 1986
- Matto, der Bär, München 1987
- Ich gebe dir noch drei Minuten, Meinerzhagen 1988
- Sina, der Elefant, München 1988